# Sumberejo (Batuwarno)
Sumberejo is een bestuurslaag in het regentschap Wonogiri van de provincie Midden-Java, Indonesië. Sumberejo telt 1861 inwoners (volkstelling 2010).